# Questlove
Questlove nebo také ?uestlove, rodným jménem Ahmir Khalib Thompson, (* 20. ledna 1971) je americký hudebník. Narodil se ve Filadelfii do hudební rodiny (jeho otcem byl zpěvák Lee Andrews z doo-wopové skupiny Lee Andrews & the Hearts). V roce 1987 spoluzaložil skupinu The Roots, se kterou počínaje rokem 1993 vydal řadu nahrávek. Během své kariéry spolupracoval s mnoha dalšími hudebníky, mezi které patří například D'Angelo, Common a Macy Gray. Rovněž byl členem hudebního uskupení Soulquarians.